# 卡梅绍沃村委员会
卡梅绍沃村委员会（俄语：Камышовский сельсовет）是俄罗斯联邦阿斯特拉罕州利曼区所属的一个村委员会。其下辖有3个居民点，行政中心为Камышово。据2015年统计，该村委员会的人口为868人。